# War Is a Racket
War Is a Racket (Siehe Racketeering, wörtlich deutsch: Krieg ist eine Gaunerei, sinngemäß eher: Krieg ist ein schmutziges Geschäft) ist ein 1935 publizierter Text von Smedley D. Butler, in dem sich der pensionierte Generalmajor des US Marine Corps kritisch mit den US-Interventionen in den Bananenkriegen, ihrer Kanonenbootpolitik und dem Eintritt der USA in den Ersten Weltkrieg auseinandersetzte und aktuell vor einem Krieg gegen Japan warnte.

## Inhalt
Das Manuskript beruht auf einer kürzeren Redefassung, die vermutlich aus dem Jahr 1933 stammt. Eine erste gedruckte Fassung der Rede erschien im September 1934 in „Forum“ no. 92, 1935 wurde bei Round Table Press in New York die erweiterte Buchausgabe publiziert. Sie besitzt fünf Kapitel:
1. War is a racket (Krieg ist ein schmutziges Geschäft)
2. Who makes the profits? (Wer verdient daran?)
3. Who pays the bills? (Wer bezahlt die Rechnungen?)
4. How to smash this racket! (Wie man dieses Geschäft zerschlagen kann!)
5. To hell with war! (Zur Hölle mit dem Krieg!)

Butler kritisiert, dass die US-amerikanische Beteiligung am Ersten Weltkrieg in den USA zwar 21.000 neue Millionäre und Milliardäre hervorbrachte, von denen jedoch kaum einer an der Front diente. Nun sei in Europa und am Pazifik ein neuer Krieg in Sicht. Ab 1898 (dem Spanisch-Amerikanischen Krieg) hätten die USA Gebiete außerhalb des amerikanischen Kontinents okkupiert – und George Washingtons Warnung vergessen, sich auf „verwickelnde Allianzen“ (“entangling allicances”) einzulassen, die die Gefahr bieten, entgegen eigener Interessen in Kriege hineingezogen zu werden.
Im Weltkrieg hätten amerikanische Industrien und andere Wirtschaftszweige riesige Profite eingestrichen. Die Arbeitslöhne hätten sich teilweise verdoppelt und verdreifacht. Die Rechnung zahle der amerikanische Steuerzahler und vor allem die amerikanischen Soldaten. Wer das nicht glaube, könne sich auf den Friedhöfen auf Schlachtfeldern (in Frankreich) umsehen oder Veteranenkrankenhäuser in den USA besuchen, in denen immer noch 50.000 Soldaten stationär untergebracht seien, von denen die meisten mit 18 Jahren rekrutiert wurden. Allein im Regierungshospital in Milwaukee seien 3800 dieser „lebenden Toten“ (“living dead”) einquartiert. Die Sterblichkeit unter den Weltkriegsveteranen sei dreimal so hoch wie unter Daheimgebliebenen. Im Regierungskrankenhaus in Marion seien 1800 psychisch zerstörte Veteranen wie in einem Gefängnis untergebracht.
Besonders scharf kritisierte Butler die Kriegspropaganda, die nur dazu diene, Soldaten zu gewinnen und nicht einmal davor zurückscheute, Gott ins Spiel zu bringen, was jedoch deutschen Pastoren auch nicht fremd gewesen sei. Auch seien Ideale propagiert worden wie „Krieg um (den) Krieg zu beenden“ (“war to end wars”) oder durch Krieg die Welt sicher für die Demokratie zu machen (“war to make world safe for democracy”). Tatsächlich diene der Krieg einem anderen Zweck:

„No one told them that dollars and cents were the real reason … they were just told it was to be a “glorious adventure” ... Thus, having stuffed enough patriotism down their throats, it was decided to make them help pay for the war, too. So we gave them the large salary of $30 a month! All they had to do for this munificent sum was to leave their dear ones behind, give up their jobs, lie in swampy trenches, eat canned willy (when they could get it) and kill and kill and kill… and be killed.

Niemand sagte ihnen, dass Dollar und Cent der wahre Grund seien… ihnen wurde nur gesagt, dass es ein "glorreiches Abenteuer" würde… Als sie sich genug Patriotismus in die Kehle gesteckt hatten, wurde beschlossen, dass sie auch beim Krieg mithelfen sollten. Also gaben wir ihnen das großartige Gehalt von $30 pro Monat! Alles, was sie für diese großzügige Summe tun mussten, war, ihre Lieben zurückzulassen, ihren Job aufzugeben, in sumpfigen Gräben zu liegen, Dosenfleisch zu essen (wenn es denn welches gab) und zu töten, zu töten und zu töten.... und getötet zu werden.“

Butler glaubte nicht, dass dieses „Geschäft“ durch Abrüstungskonferenzen beendet werden könne, sondern forderte stattdessen
1. Die Einziehung des Führungspersonals der Rüstungsindustrie sowie von Bankern und Spekulanten zum Kriegsdienst für $30.00 analog zu den einfachen Soldaten.
2. Eine Abstimmung über den Krieg durch diejenigen, die ihn führen sollen, also die Soldaten.
3. Die Beschränkung alles Militärischen auf die Selbstverteidigung der USA. Butler sah in Flottenrüstungsprogrammen von „Schaukelstuhl-Admiralen“ („swivel-chair admirals“) als Rüstungslobbyisten die große Gefahr, dass von den USA weit außerhalb ihrer Grenzen ein Angriffskrieg geführt werden könne und zog das Beispiel des Schlachtschiffes Maine heran, durch dessen Explosion in Havanna 1898 die USA in den Spanisch-Amerikanischen Krieg hineingezogen wurden. Er forderte daher eine Begrenzung der Stationierung von amerikanischen Kriegsschiffen auf eine Zone von 200 Meilen vor der amerikanischen Küstenlinie. Die US Army solle das eigene Staatsgebiet gar nicht erst verlassen, sondern nur innerhalb der Staaten stationiert sein.
Zum Schluss des Traktats kam Butler auf den Eintritt der USA in den Weltkrieg zurück. Präsident Woodrow Wilson, der bei seiner Wahl 1916 versprach, niemals in den europäischen Krieg einzugreifen, sei von Frankreich, Großbritannien und Italien erpresst worden, auf ihrer Seite in den Krieg einzutreten. Ohne die USA sei die Niederlage der Alliierten gegen die Mittelmächte sicher. Als Verlierer sei es ihnen unmöglich, die fünf bis sechs Milliarden Dollar Anleihen an die Banken in den USA zurückzuzahlen. Daher habe sich Wilson entschieden, in den Krieg einzutreten.
Butlers bekanntestes Zitat:

„… I was a racketeer for Capitalism …“

stammt definitiv nicht aus War Is a Racket und ist bis in die Gegenwart nicht konkret nachgewiesen. Hingegen stammt Butlers Zitat zu seiner Tätigkeit in den Bananenkriegen aus einer Ausgabe der Zeitschrift Common Sense:

„I helped make Mexico and especially Tampico safe for American oil interests in 1914. I helped make Haiti and Cuba a decent place for the National City Bank boys to collect revenues in. I helped in the raping of half a Dozen Central American republics for the benefit of Wall Street. The record of racketeering is long. I helped purify Nicaragua for the international banking house of Brown Brothers in 1909-12. I brought light to the Dominican Republic for American sugar interests in 1916. I helped make Honduras “right” for American fruit companies in 1903. In China in 1927 I helped see to it that Standard Oil went its way unmolested … Looking back on it, I feel I might have given Al Capone a few hints. The best he could do was to operate his racket in three city districts. We Marines operated on three continents.

Ich half dabei, Mexico und insbesondere Tampico 1914 für US-amerikanische Ölinteressen sicher zu machen. Ich trug dazu bei, dass Haiti und Kuba ein anständiger Ort für die Jungs der National City Bank wurden, um Einnahmen einzusacken. Ich half bei der Vergewaltigung eines halben Dutzend Republiken in Mittelamerika zugunsten der Wall Street. Die Aufzeichnungen jener Gaunereien sind lang. Ich half 1909-12 Nicaragua aufzuräumen für das internationale Bankhaus der Brown Brothers. Ich brachte 1916 Licht in die Dominikanische Republik für amerikanische Zuckerinteressen. Ich half 1903, Honduras für amerikanische Fruchtkonzerne "passend" zu machen. In China half ich 1927, für Standard Oil den Weg zu bahnen.... Zurückschauend glaube ich, dass ich Al Capone einige Tipps hätte geben können. Das Beste, was er zuwege brachte war, seine Gaunereien in drei Stadtteilen zu betreiben. Wir Marinesoldaten kämpften auf drei Kontinenten.
“

Trotz dieser Aussagen sah sich Butler nicht als Pazifist an, sondern als Patriot und Antiimperialist.